# Domrémy-la-Pucelle
Domrémy-la-Pucelle [dɔ̃ʁemi la pysɛl] ist eine französische Gemeinde mit 94 Einwohnern (Stand 1. Januar 2022) im Département Vosges in der Region Grand Est (bis 2015 Lothringen). Sie gehört zum Arrondissement Neufchâteau und zum Kanton Neufchâteau. Domrémy ist der Geburtsort von Jeanne d’Arc und trägt daher den Zusatz „la Pucelle“.

## Geografie
Die Gemeinde Domrémy-la-Pucelle liegt nahe der Mündung des Vair in die obere Maas, etwa zehn Kilometer nördlich von Neufchâteau. Im Nordwesten grenzt das Gemeindegebiet von Domrémy an das Département Meuse.

## Geschichte

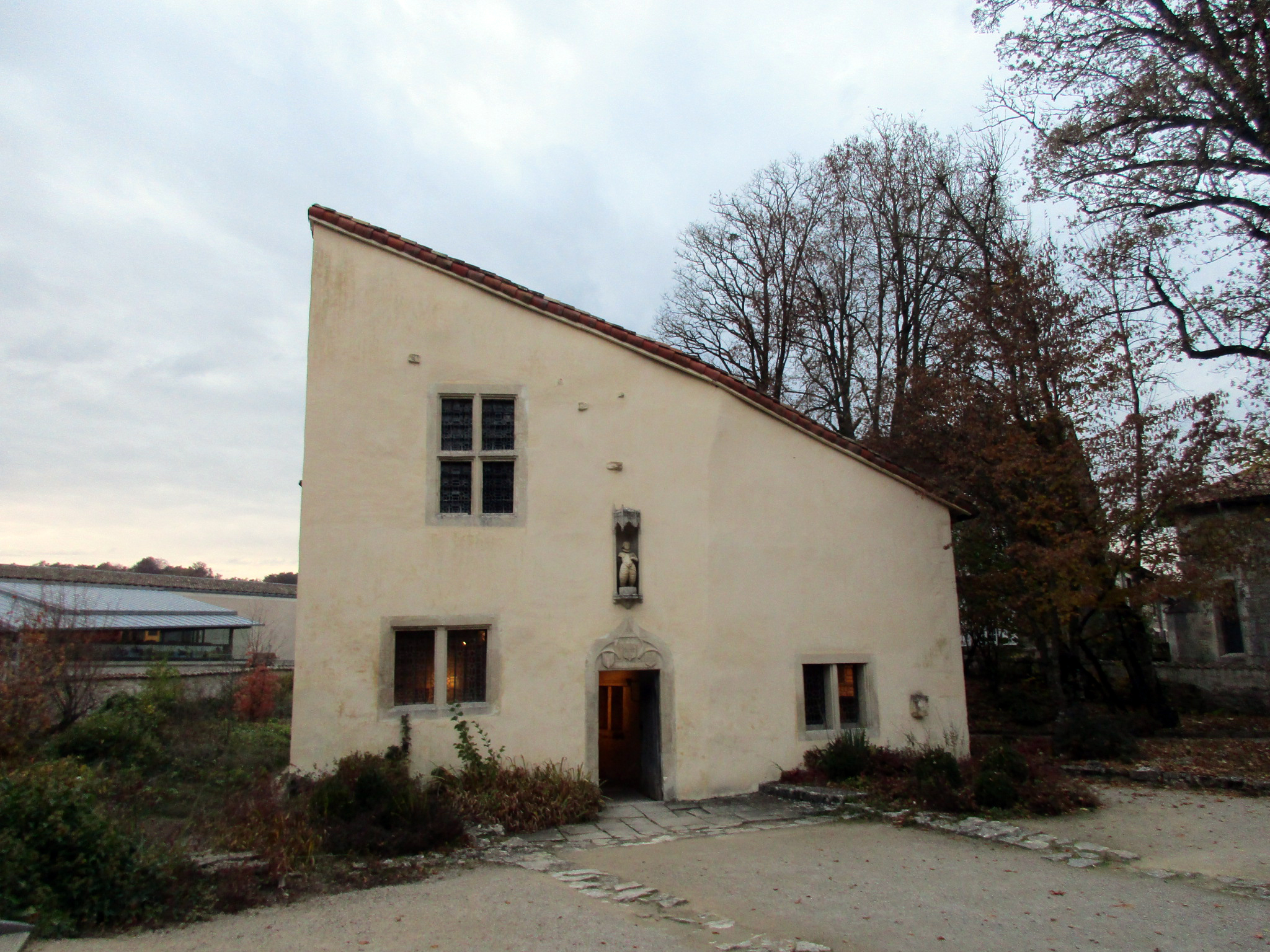
Jeanne d’Arcs Geburtshaus

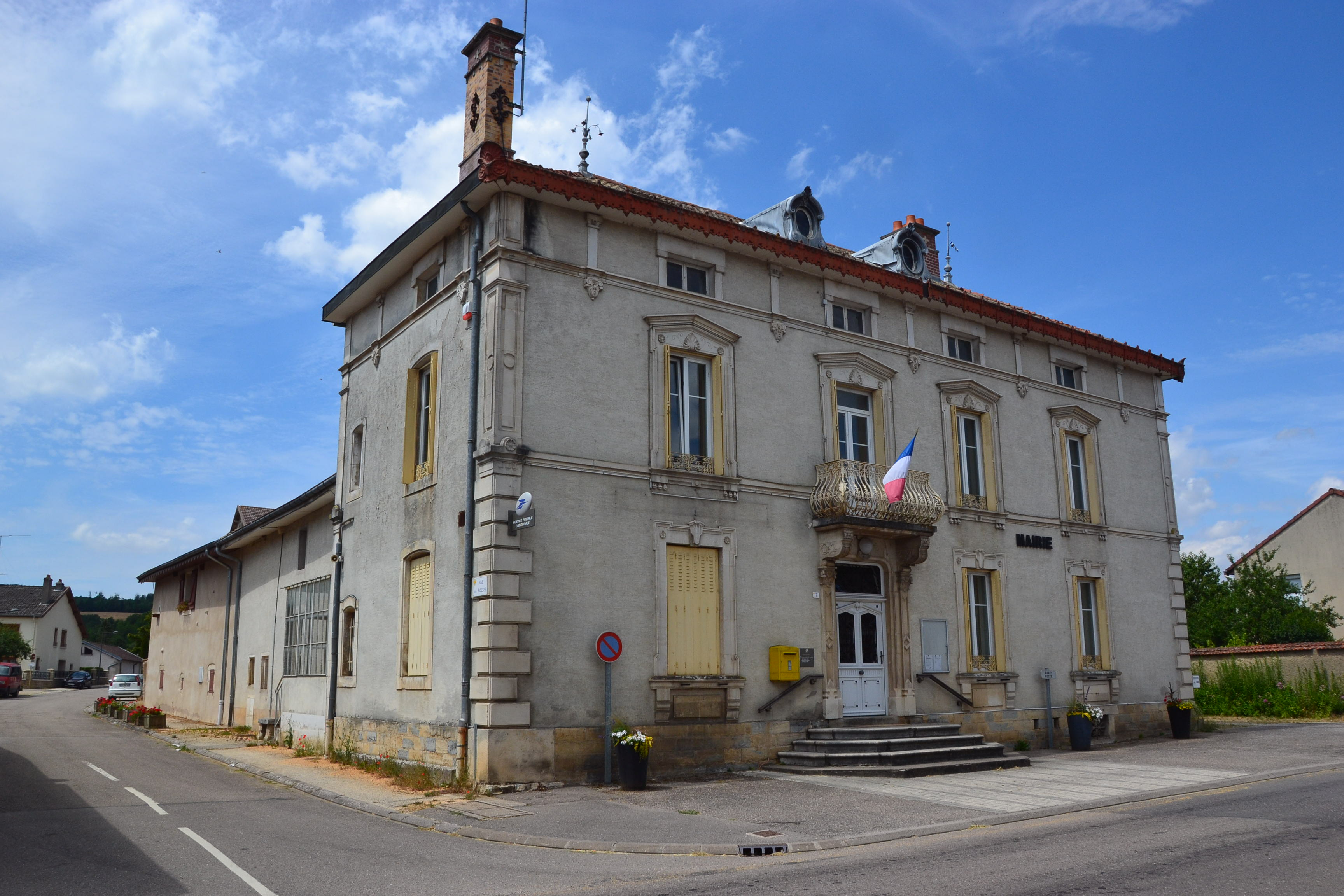
Mairie (Rathaus)

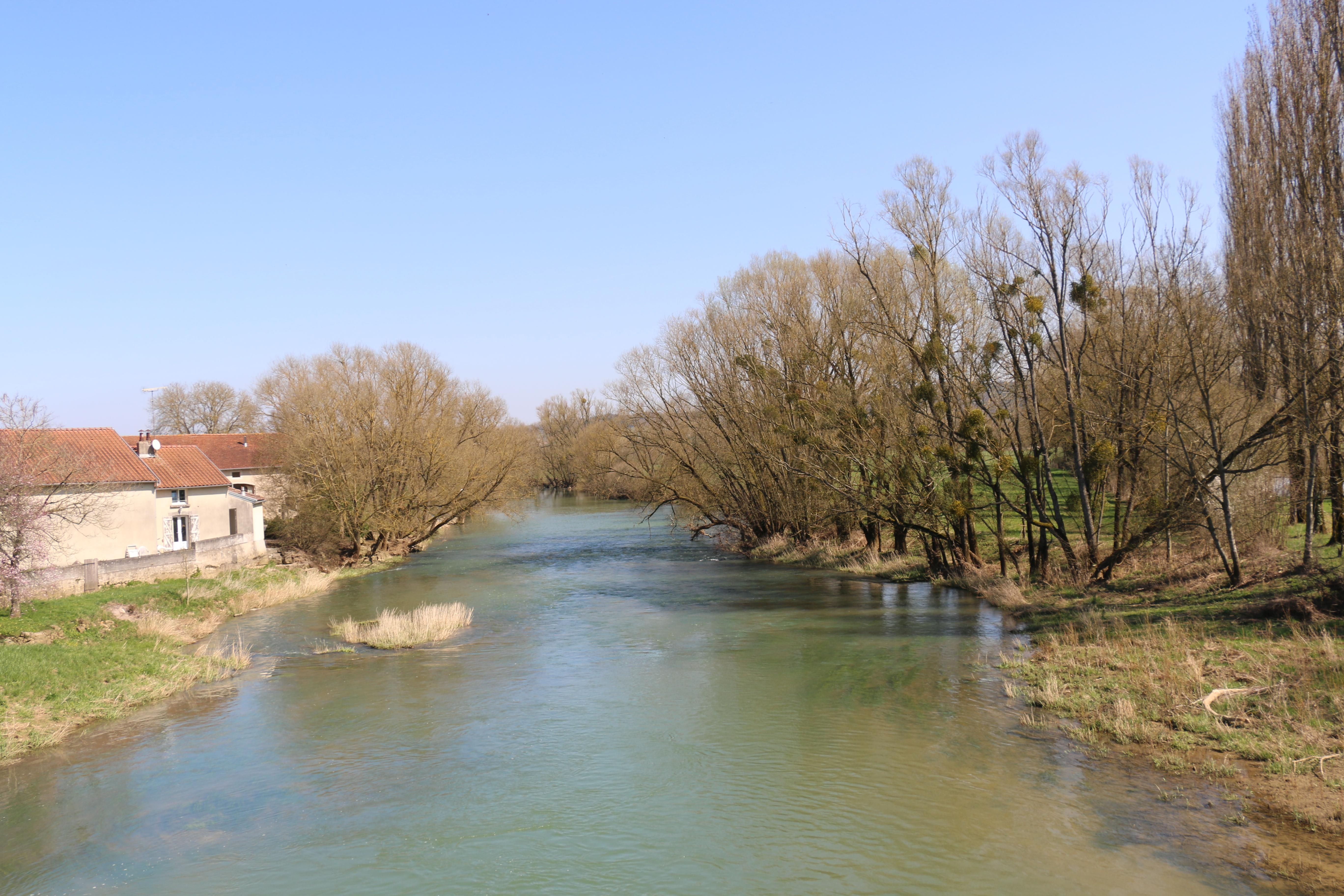
Die Maas, von der Brücke bei Domrémy aus gesehen

Die ersten Erwähnungen des Dorfes datieren aus der karolingischen Epoche. Am Beginn des 15. Jahrhunderts wurde die spätere französische Nationalheldin Jeanne d’Arc in Domrémy geboren. Das Dorf, damals etwa 35 Haushalte, war zu jener Zeit mehrfach Plünderungen durch burgundische Truppen im Umfeld des Hundertjährigen Krieges ausgesetzt.
Als nationale Gedenkstätte sowie aufgrund sich erhöhender Touristenzahlen erfuhr das Dorf im 19. Jahrhundert mehrere Umgestaltungen. Unter anderem wurden der Gebäudekomplex um das Geburtshaus Jeanne d’Arcs abgetragen (Fundamentreste sind heute noch im Boden zu erkennen) und die Reste eines vormaligen Schlosses (Château de l’Isle) der Grundherren von Bourlemont entsorgt. Am 5. Oktober 1870 hielt sich der Kriegsberichterstatter und Dichter Theodor Fontane einige Stunden in Domrémy auf. Er recherchierte in Frankreich für sein drittes Kriegsbuch (Der Krieg gegen Frankreich 1870/71) und machte einen Abstecher, um Jeanne d’Arcs Geburtshaus und Taufkirche zu besichtigen. In seinem Notizbuch hielt er seine Unterwegseindrücke in Zeichnungen und Notizen fest. Dass Fontane vor dem von Eugène Paul geschaffenen Bronze-Denkmal Jeanne d’Arcs, das sich damals noch vor der Dorfkirche Saint-Rémy befand, verhaftet wurde, wird von der jüngsten Forschung in Frage gestellt. In seiner Autobiographie Kriegsgefangen (1871) erzählt Fontane von seiner zweimonatigen Kriegsgefangenschaft.
Den Zusatz -la-Pucelle erhielt die Gemeinde zu Ehren Jeanne d’Arcs, die in Frankreich oft „La pucelle d’Orléans“ („Die Jungfrau von Orléans“) genannt wird.
Die Basilique du Bois-Chênu oder Sainte-Jeanne-d’Arc, 1,5 Kilometer südlich des Dorfes, wurde Anfang des 20. Jahrhunderts erbaut. An jener Stelle soll Jeanne d’Arc den Auftrag zur Rettung Frankreichs erhalten haben.

### Bevölkerungsentwicklung
| Jahr      | 1962 | 1968 | 1975 | 1982 | 1990 | 1999 | 2007 | 2020 |
| Einwohner | 210  | 225  | 222  | 199  | 182  | 167  | 154  | 88   |

## Sehenswürdigkeiten
- Jeanne d’Arcs Geburtshaus
- Basilika von Bois-Chenu
- Kirche Saint-Rémy, Jeanne d’Arcs Taufkirche
- 1890 von Antonin Mercié geschaffene Marmorstatue Jeanne d’Arcs

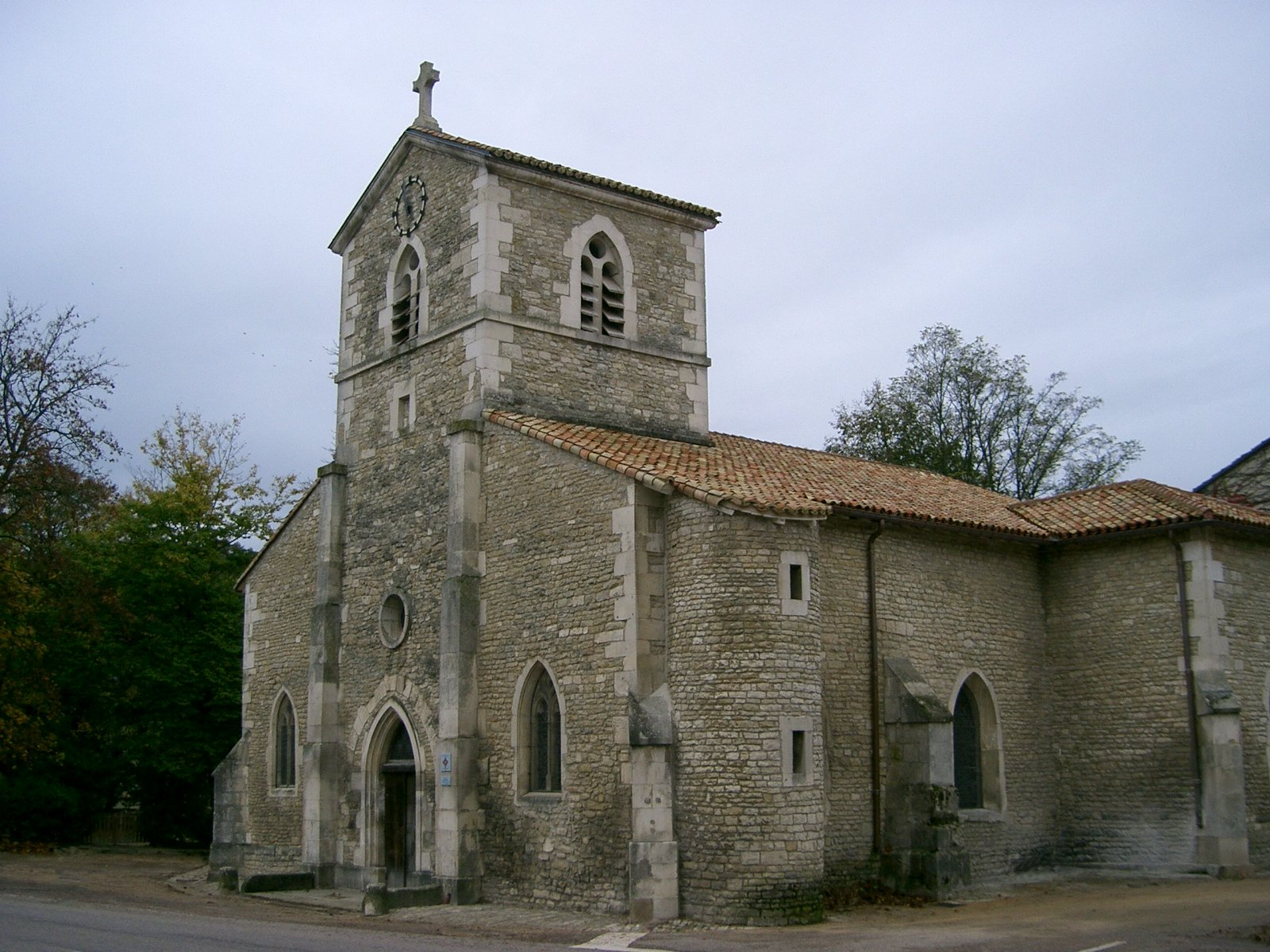
Dorfkirche Saint-Rémy
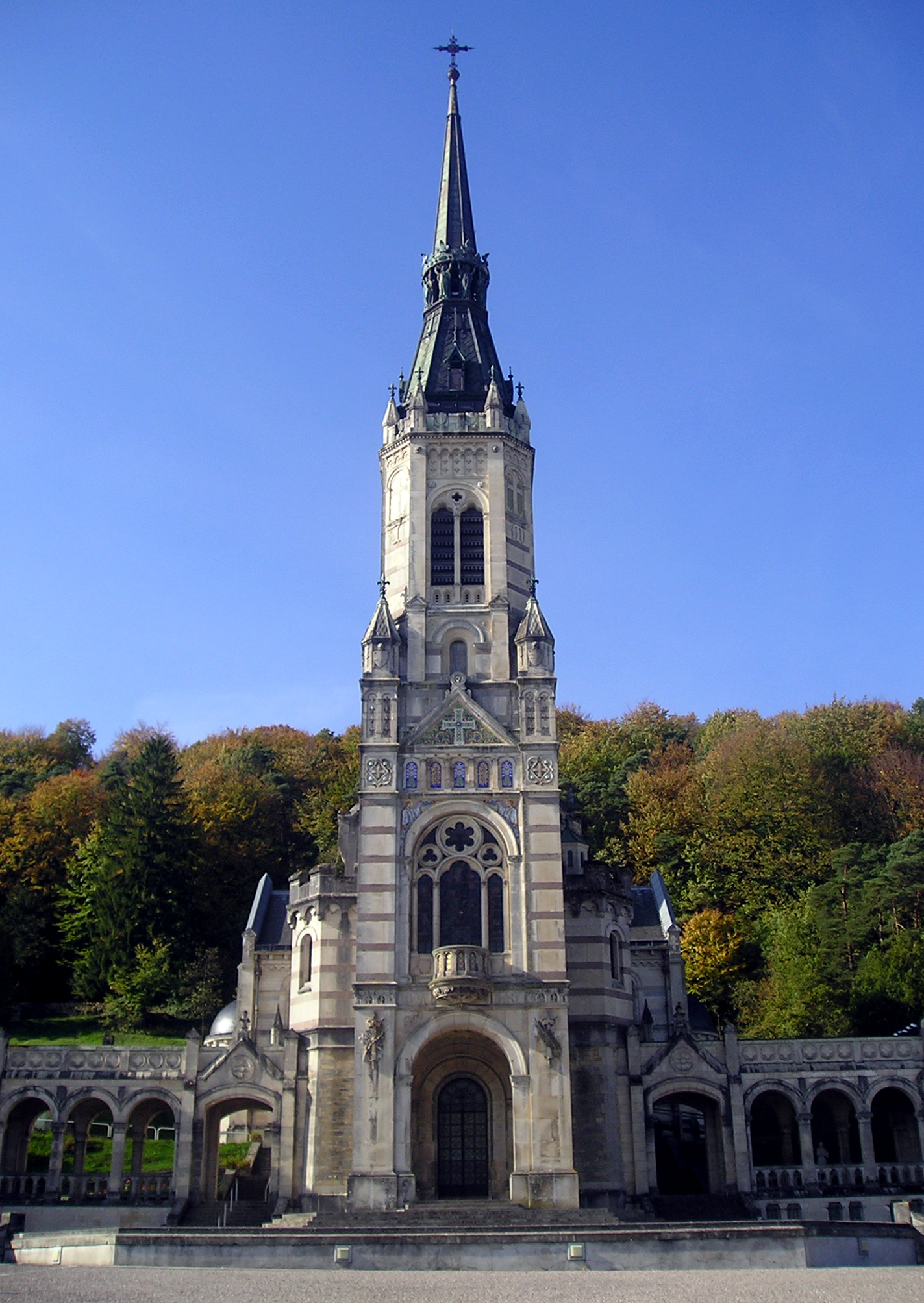
Basilique du Bois-Chênu
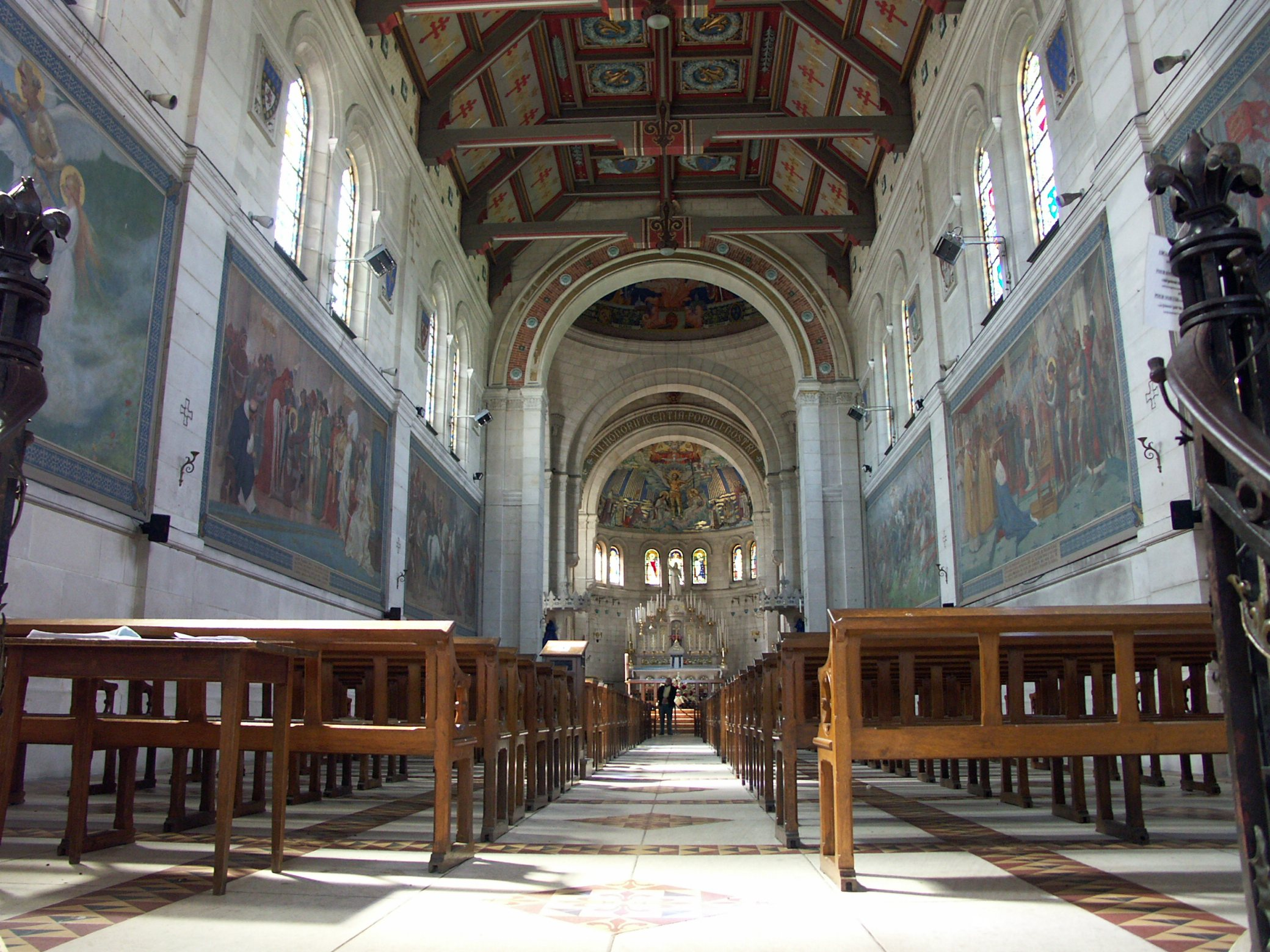
Innenraum der Basilika
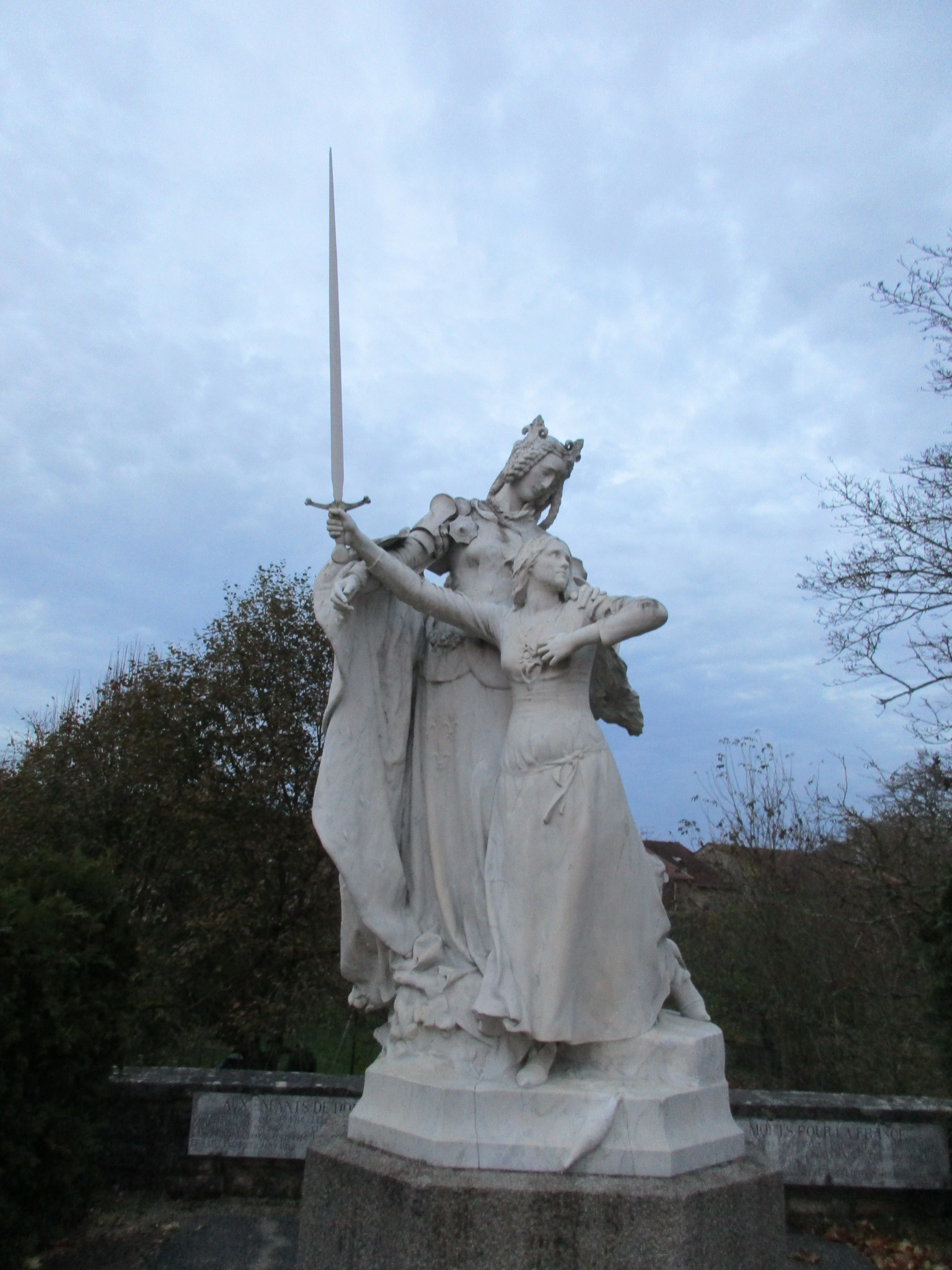
Statue der Jeanne d’Arc